# Лима пасуљ
Лима пасуљ (Phaseolus lunatus) једногодишња је зељаста биљка из рода Phaseolus, која припада породици бобова (Fabaceae). Аутохтона је врста са планинских обронака Анда (посебно на подручју данашњег Перуа) одакле се раширила целом Америком.  

## Опис таксона
Лима пасуљ је једногодишња зељаста врежа која може да нарасте и до 5 метара у дужину. Листови су троделни, сивозелени, сјајни и прекривени воском. Цваст је рецемозна, развија се на кратким стабљикама и у просеку има између 20 и 30 цветова. Цветови су ситни, љубичасте или зеленкасто-беле боје. 
Плод је махуна са семеном дебеле пергаментасте семењаче. Семе је кружног или полумесечастог облика и, углавном, беле боје. 

## Порекло
је врста пасуља која води порекло са Анда и из подручја Мезоамерике, а ботаничари верују да су се на та два подручја у различитом времену десиле доменстификације ове врсте. Прва доместификација десила се на Андима око 2000. године пре нове ере и од ње је настао варијетет са крупним семеном (варијетет лима), док се друга доместификација одвијала око 800. године пре нове ере на подручју Мезоамерике и она је резултирала варијететом Sieva који је нешто ситнијег семена. Након европског реоткрића Америке ова врста пасуља почиње да се узгаја и у Европи. Сијева варијетет се узгајао на подручју од Мексика до Аргентине углавном на надморским висинама испод 1.600 метара, док се лима варијетет углавном гајио на подручју Перуа на подручјима од 320 до 2.030 метара надморске висине. Ова врста пасуља се у Европу увозила углавном преко Лиме (главног града тадашњег Вицекраљевства Перу), па отуда потиче и општеприхваћено име врсте.

## Култивари и храњива вредност
Постоје две врсте култивара лима пасуља − грмолика и врежаста. Грмолики култивари дозревају знатно раније, а њихове махуне су дужине око 15 цм. Зрело семе је овалног до бубрежастог облика, дужине између 1 и 3 цм. Најраширеније је бело семе, али није неуобичајена појава и семена црне, црвене, наранџасте и других боја. Незрело семе је увек зелене боје. Лима пасуљ даје обично између 2.900 и 5.000 килограма семена и између 3.000 и 8.000 килограма биомасе по хектару засађене површине.   
грмолики варијетети
- , вегетациони период 65 дана
- , 68 дана
- , 68 дана (смеђе семе са љубичастим пругама)
- , 75 дана (могу бити црвени са шарама и бели)
- , 75 дана

врежасти варијетети
- , 75 дана
- , 78 дана (семе са црвеним шарама)
- , 80 дана[5]
- , 85 дана

Као и све врсте махунарки, и лима пасуљ је добар извор влакана и висококвалитетних протеина. Садржи и растворљива влакна која помажу у регулацији нивоа шећера у крви и снижавању лошег холестерола, док нерастворљива влакна помажу у спречавању опстипације и сметњи при варењу. 